# Skiathlon masculin de ski de fond aux Jeux olympiques de 2022
Navigation
Pyeongchang 2018 Milan-Cortina 2026
L'épreuve masculine de skiathlon aux Jeux olympiques d'hiver de 2022 a lieu le 6 février 2022 au Centre de ski nordique et de biathlon de Guyangshu. Elle a une longueur de 30 kilomètres : 15 kilomètres en style classique et 15 kilomètres en style libre.

## Médaillés
| Or                        | Argent              | Bronze              |
| Alexander Bolshunov (ROC) | Denis Spitsov (ROC) | Iivo Niskanen (FIN) |

## Résultats
| Rang                                | Dossard | Athlète                 | Nationalité     | 15 km classique        | Rang                   | Arrêt                  | 15 km libre            | Rang                   | Temps                  | Écart                  |
| ----------------------------------- | ------- | ----------------------- | --------------- | ---------------------- | ---------------------- | ---------------------- | ---------------------- | ---------------------- | ---------------------- | ---------------------- |
| Médaille d'or, Jeux olympiques      | 2       | Alexander Bolshunov     | ROC             | 39 min 5 s 6           | 1                      | 31 s 9                 | 36 min 32 s 3          | 1                      | 1 h 16 min 9 s 8       | -                      |
| Médaille d'argent, Jeux olympiques  | 6       | Denis Spitsov           | ROC             | 39 min 36 s 1          | 3                      | 30 s 1                 | 37 min 14 s 6          | 2                      | 1 h 17 min 20 s 8      | + 1 min 11 s 0         |
| Médaille de bronze, Jeux olympiques | 4       | Iivo Niskanen           | Finlande        | 39 min 6 s 1           | 2                      | 30 s 5                 | 38 min 33 s 4          | 7                      | 1 h 18 min 10 s 0      | + 2 min 0 s 2          |
| 4                                   | 8       | Hans Christer Holund    | Norvège         | 39 min 41 s 8          | 5                      | 32 s 9                 | 38 min 26 s 0          | 6                      | 1 h 18 min 40 s 7      | + 2 min 30 s 9         |
| 5                                   | 10      | Pål Golberg             | Norvège         | 39 min 41 s 0          | 4                      | 35 s 3                 | 38 min 46 s 0          | 11                     | 1 h 19 min 2 s 3       | + 2 min 52 s 5         |
| 6                                   | 26      | William Poromaa         | Suède           | 40 min 13 s 9          | 8                      | 31 s 5                 | 38 min 18 s 3          | 3                      | 1 h 19 min 3 s 7       | + 2 min 53 s 9         |
| 7                                   | 21      | Perttu Hyvärinen        | Finlande        | 40 min 13 s 1          | 7                      | 31 s 7                 | 38 min 37 s 6          | 9                      | 1 h 19 min 22 s 4      | + 3 min 12 s 6         |
| 8                                   | 11      | Francesco De Fabiani    | Italie          | 40 min 12 s 4          | 6                      | 29 s 3                 | 39 min 6 s 0           | 22                     | 1 h 19 min 47 s 6      | + 3 min 37 s 8         |
| 9                                   | 5       | Artem Maltsev           | ROC             | 40 min 38 s 4          | 10                     | 32 s 3                 | 38 min 53 s 9          | 14                     | 1 h 20 min 4 s 6       | + 3 min 54 s 8         |
| 10                                  | 18      | Clément Parisse         | France          | 41 min 16 s 0          | 17                     | 29 s 3                 | 38 min 21 s 7          | 5                      | 1 h 20 min 7 s 0       | + 3 min 57 s 2         |
| 11                                  | 30      | Scott Patterson         | États-Unis      | 41 min 17 s 4          | 19                     | 33 s 7                 | 38 min 18 s 9          | 4                      | 1 h 20 min 10 s 0      | + 4 min 0 s 2          |
| 12                                  | 14      | Lucas Bögl              | Allemagne       | 41 min 5 s 4           | 15                     | 32 s 5                 | 38 min 34 s 6          | 8                      | 1 h 20 min 12 s 5      | + 4 min 2 s 7          |
| 13                                  | 13      | Friedrich Moch          | Allemagne       | 40 min 46 s 2          | 12                     | 31 s 7                 | 38 min 58 s 5          | 19                     | 1 h 20 min 16 s 4      | + 4 min 6 s 6          |
| 14                                  | 35      | Jules Lapierre          | France          | 41 min 4 s 5           | 13                     | 32 s 0                 | 38 min 45 s 3          | 10                     | 1 h 20 min 21 s 8      | + 4 min 12 s 0         |
| 15                                  | 16      | Jonas Baumann           | Suisse          | 41 min 5 s 0           | 14                     | 30 s 9                 | 38 min 56 s 6          | 17                     | 1 h 20 min 32 s 5      | + 4 min 22 s 7         |
| 16                                  | 41      | Mika Vermeulen          | Autriche        | 41 min 18 s 0          | 20                     | 32 s 3                 | 38 min 49 s 7          | 13                     | 1 h 20 min 40 s 0      | + 4 min 30 s 2         |
| 17                                  | 15      | Andrew Musgrave         | Grande-Bretagne | 41 min 16 s 8          | 18                     | 32 s 7                 | 38 min 57 s 4          | 18                     | 1 h 20 min 46 s 9      | + 4 min 37 s 1         |
| 18                                  | 12      | Michal Novák            | Tchéquie        | 41 min 14 s 9          | 16                     | 29 s 9                 | 39 min 6 s 1           | 23                     | 1 h 20 min 50 s 9      | + 4 min 41 s 1         |
| 19                                  | 24      | Florian Notz            | Allemagne       | 41 min 19 s 4          | 22                     | 35 s 6                 | 39 min 5 s 4           | 21                     | 1 h 21 min 0 s 4       | + 4 min 50 s 6         |
| 20                                  | 27      | Irineu Esteve Altimiras | Andorre         | 41 min 37 s 9          | 27                     | 36 s 2                 | 38 min 54 s 1          | 16                     | 1 h 21 min 8 s 2       | + 4 min 58 s 4         |
| 21                                  | 37      | Imanol Rojo             | Espagne         | 41 min 37 s 7          | 26                     | 37 s 5                 | 38 min 54 s 0          | 15                     | 1 h 21 min 9 s 2       | + 4 min 59 s 4         |
| 22                                  | 39      | Candide Pralong         | Suisse          | 41 min 38 s 6          | 28                     | 31 s 5                 | 39 min 3 s 5           | 20                     | 1 h 21 min 13 s 6      | + 5 min 3 s 8          |
| 23                                  | 19      | Maurice Manificat       | France          | 41 min 53 s 9          | 33                     | 34 s 2                 | 38 min 49 s 4          | 12                     | 1 h 21 min 17 s 5      | + 5 min 7 s 7          |
| 24                                  | 23      | Jens Burman             | Suède           | 41 min 20 s 0          | 23                     | 32 s 9                 | 39 min 50 s 4          | 25                     | 1 h 21 min 43 s 3      | + 5 min 33 s 5         |
| 25                                  | 43      | Remi Lindholm           | Finlande        | 41 min 39 s 5          | 30                     | 34 s 0                 | 39 min 35 s 9          | 24                     | 1 h 21 min 49 s 4      | + 5 min 39 s 6         |
| 26                                  | 40      | Dominik Bury            | Pologne         | 42 min 8 s 2           | 35                     | 34 s 5                 | 39 min 57 s 9          | 26                     | 1 h 22 min 40 s 6      | + 6 min 30 s 8         |
| 27                                  | 28      | Jason Rüesch            | Suisse          | 41 min 40 s 6          | 31                     | 33 s 2                 | 40 min 27 s 5          | 27                     | 1 h 22 min 41 s 3      | + 6 min 31 s 5         |
| 28                                  | 38      | Paul Constantin Pepene  | Roumanie        | 41 min 39 s 3          | 29                     | 31 s 7                 | 40 min 30 s 4          | 28                     | 1 h 22 min 41 s 4      | + 6 min 31 s 6         |
| 29                                  | 44      | Snorri Einarsson        | Islande         | 41 min 37 s 4          | 25                     | 39 s 2                 | 40 min 33 s 5          | 29                     | 1 h 22 min 50 s 1      | + 6 min 40 s 3         |
| 30                                  | 17      | Calle Halfvarsson       | Suède           | 41 min 18 s 8          | 21                     | 34 s 5                 | 41 min 3 s 0           | 34                     | 1 h 22 min 56 s 3      | + 6 min 46 s 5         |
| 31                                  | 53      | Olivier Léveillé        | Canada          | 42 min 7 s 5           | 34                     | 31 s 2                 | 41 min 3 s 3           | 36                     | 1 h 23 min 42 s 0      | + 7 min 32 s 2         |
| 32                                  | 34      | Vitaliy Pukhkalo        | Kazakhstan      | 41 min 36 s 8          | 24                     | 36 s 2                 | 41 min 32 s 1          | 39                     | 1 h 23 min 45 s 1      | + 7 min 35 s 3         |
| 33                                  | 56      | Alver Johannes Alev     | Estonie         | 42 min 8 s 8           | 36                     | 33 s 4                 | 41 min 8 s 3           | 38                     | 1 h 23 min 50 s 5      | + 7 min 40 s 7         |
| 34                                  | 36      | Paolo Ventura           | Italie          | 42 min 41 s 0          | 40                     | 32 s 6                 | 40 min 46 s 8          | 30                     | 1 h 24 min 0 s 4       | + 7 min 50 s 6         |
| 35                                  | 29      | Naoto Baba              | Japon           | 43 min 13 s 8          | 44                     | 37 s 7                 | 40 min 52 s 4          | 31                     | 1 h 24 min 43 s 9      | + 8 min 34 s 1         |
| 36                                  | 3       | Alexey Chervotkin       | ROC             | 41 min 41 s 0          | 32                     | 34 s 0                 | 42 min 44 s 5          | 46                     | 1 h 24 min 59 s 5      | + 8 min 49 s 7         |
| 37                                  | 32      | Leo Johansson           | Suède           | 43 min 21 s 9          | 46                     | 34 s 7                 | 41 min 3 s 0           | 34                     | 1 h 24 min 59 s 6      | + 8 min 49 s 8 (PF)    |
| 38                                  | 59      | Liu Rongsheng           | Chine           | 43 min 19 s 3          | 45                     | 34 s 7                 | 41 min 5 s 6           | 37                     | 1 h 24 min 59 s 6      | + 8 min 49 s 8 (PF)    |
| 39                                  | 25      | Gus Schumacher          | États-Unis      | 42 min 26 s 3          | 38                     | 31 s 4                 | 42 min 16 s 6          | 44                     | 1 h 25 min 14 s 3      | + 9 min 4 s 5          |
| 40                                  | 1       | Johannes Høsflot Klæbo  | Norvège         | 40 min 42 s 1          | 11                     | 34 s 0                 | 43 min 59 s 7          | 49                     | 1 h 25 min 15 s 8      | + 9 min 6 s 0          |
| 41                                  | 48      | Ryo Hirose              | Japon           | 43 min 4 s 4           | 43                     | 32 s 2                 | 41 min 41 s 1          | 40                     | 1 h 25 min 17 s 7      | + 9 min 7 s 9          |
| 42                                  | 22      | Antoine Cyr             | Canada          | 42 min 27 s 3          | 39                     | 33 s 5                 | 42 min 25 s 2          | 45                     | 1 h 25 min 26 s 0      | + 9 min 16 s 2         |
| 43                                  | 33      | Thomas Hjalmar Westgård | Irlande         | 43 min 3 s 8           | 42                     | 34 s 3                 | 41 min 51 s 7          | 42                     | 1 h 25 min 29 s 8      | + 9 min 20 s 0         |
| 44                                  | 42      | Petr Knop               | Tchéquie        | 44 min 6 s 8           | 52                     | 35 s 7                 | 40 min 55 s 9          | 33                     | 1 h 25 min 38 s 4      | + 9 min 28 s 9         |
| 45                                  | 52      | Ján Koristek            | Slovaquie       | 44 min 6 s 1           | 51                     | 37 s 7                 | 40 min 54 s 9          | 32                     | 1 h 25 min 38 s 7      | + 9 min 28 s 9         |
| 46                                  | 46      | Adam Fellner            | Tchéquie        | 43 min 22 s 6          | 47                     | 34 s 1                 | 41 min 42 s 8          | 41                     | 1 h 25 min 39 s 5      | + 9 min 29 s 7         |
| 47                                  | 57      | Mikayel Mikayelyan      | Arménie         | 42 min 9 s 7           | 37                     | 35 s 5                 | 43 min 8 s 5           | 47                     | 1 h 25 min 53 s 7      | + 9 min 43 s 9         |
| 48                                  | 31      | Giandomenico Salvadori  | Italie          | 43 min 23 s 4          | 48                     | 34 s 3                 | 42 min 13 s 0          | 43                     | 1 h 26 min 10 s 7      | + 10 min 0 s 9         |
| 49                                  | 54      | Shang Jincai            | Chine           | 43 min 3 s 2           | 41                     | 36 s 2                 | 43 min 8 s 8           | 48                     | 1 h 26 min 48 s 2      | + 10 min 38 s 4        |
| 50                                  | 62      | Hadesi Badelihan        | Chine           | 44 min 4 s 2           | 49                     | 34 s 9                 | + LAP                  | + LAP                  | + LAP                  | + LAP                  |
| 51                                  | 58      | Mateusz Haratyk         | Pologne         | 45 min 40 s 0          | 59                     | 32 s 0                 | + LAP                  | + LAP                  | + LAP                  | + LAP                  |
| 52                                  | 49      | Raimo Vīgants           | Lettonie        | 44 min 5 s 9           | 50                     | 38 s 3                 | + LAP                  | + LAP                  | + LAP                  | + LAP                  |
| 53                                  | 47      | Haruki Yamashita        | Japon           | 45 min 6 s 0           | 57                     | 34 s 9                 | + LAP                  | + LAP                  | + LAP                  | + LAP                  |
| 54                                  | 66      | Thibaut de Marre        | Belgique        | 44 min 40 s 8          | 56                     | 33 s 0                 | + LAP                  | + LAP                  | + LAP                  | + LAP                  |
| 55                                  | 50      | Rémi Drolet             | Canada          | 44 min 39 s 9          | 55                     | 33 s 5                 | + LAP                  | + LAP                  | + LAP                  | + LAP                  |
| 56                                  | 55      | Miha Ličef              | Slovénie        | 44 min 39 s 3          | 54                     | 36 s 6                 | + LAP                  | + LAP                  | + LAP                  | + LAP                  |
| 57                                  | 51      | Yevgeniy Velichko       | Kazakhstan      | 44 min 20 s 9          | 53                     | 38 s 8                 | + LAP                  | + LAP                  | + LAP                  | + LAP                  |
| 58                                  | 64      | Oleksii Krasovskyi      | Ukraine         | 45 min 22 s 6          | 58                     | 35 s 2                 | + LAP                  | + LAP                  | + LAP                  | + LAP                  |
| 59                                  | 45      | Chen Degen              | Chine           | 45 min 55 s 6          | 60                     | 40 s 1                 | + LAP                  | + LAP                  | + LAP                  | + LAP                  |
| 60                                  | 70      | Mark Chanloung          | Thaïlande       | 47 min 0 s 0           | 62                     | 33 s 8                 | + LAP                  | + LAP                  | + LAP                  | + LAP                  |
| 61                                  | 67      | Seve de Campo           | Australie       | 47 min 5 s 7           | 63                     | 32 s 7                 | + LAP                  | + LAP                  | + LAP                  | + LAP                  |
| 62                                  | 61      | Kim Min-woo             | Corée du Sud    | 46 min 24 s 3          | 61                     | 33 s 8                 | + LAP                  | + LAP                  | + LAP                  | + LAP                  |
| 63                                  | 69      | Franco Dal Farra        | Argentine       | + LAP                  | + LAP                  | + LAP                  | + LAP                  | + LAP                  | + LAP                  | + LAP                  |
| 64                                  | 60      | Ruslan Perekhoda        | Ukraine         | + LAP                  | + LAP                  | + LAP                  | + LAP                  | + LAP                  | + LAP                  | + LAP                  |
| 65                                  | 65      | Phil Bellingham         | Australie       | + LAP                  | + LAP                  | + LAP                  | + LAP                  | + LAP                  | + LAP                  | + LAP                  |
| 66                                  | 63      | Jeong Jong-won          | Corée du Sud    | + LAP                  | + LAP                  | + LAP                  | + LAP                  | + LAP                  | + LAP                  | + LAP                  |
| 67                                  | 68      | Manex Silva             | Brésil          | + LAP                  | + LAP                  | + LAP                  | + LAP                  | + LAP                  | + LAP                  | + LAP                  |
| -                                   | 9       | Hugo Lapalus            | France          | 40 min 25 s 2          | 9                      | 31 s 4                 | N'a pas terminé        | N'a pas terminé        | N'a pas terminé        | N'a pas terminé        |
| -                                   | 7       | Sjur Røthe              | Norvège         | N'a pas terminé        | N'a pas terminé        | N'a pas terminé        | N'a pas terminé        | N'a pas terminé        | N'a pas terminé        | N'a pas terminé        |
| -                                   | 20      | Jonas Dobler            | Allemagne       | N'a pas pris le départ | N'a pas pris le départ | N'a pas pris le départ | N'a pas pris le départ | N'a pas pris le départ | N'a pas pris le départ | N'a pas pris le départ |

PF = Classement déterminé grâce à la photo finish
LAP = Un tour de retard sur les premiers